# Saint-Pal-de-Chalencon
Saint-Pal-de-Chalencon é uma comuna francesa na região administrativa de Auvérnia-Ródano-Alpes, no departamento de Alto Loire. Estende-se por uma área de 28,58 km². Em 2010 a comuna tinha 1 031 habitantes (densidade: 36,1 hab./km²).